# Il clan degli uomini violenti
Il clan degli uomini violenti (La Horse) è un film del 1970 diretto da Pierre Granier-Deferre.

## Trama
Augusto Maroilleur, ricco proprietario terriero, dirige con pugno di ferro la sua famiglia e la sua attività.
Suo nipote Henri, barman a bordo di un transatlantico, fa parte di una rete di trafficanti di droga. Per caso Augusto scopre un nascondiglio dove Henri ha nascosto una partita consistente di eroina e la distrugge senza nessuna esitazione. La banda dei trafficanti reagisce immediatamente incendiando un capannone di fieno, facendo strage del bestiame e violentando sua nipote. Auguste non è uomo da lasciarsi intimidire e fa di tutto per mantenere calma la famiglia perché non ceda alle pressioni e alle minacce e perché rinunci a coinvolgere la gendarmeria. La guerra è ormai scatenata e cinque dei delinquenti vengono uccisi. A questo punto la polizia interviene. Augusto tiene duro davanti a tutti e tutto, la famiglia, il nipote che ha nascosto, e gli interrogatori degli inquirenti. La banda è annientata e il caso è archiviato dalla polizia.
Il nipote Henri s'impegnerà nel lavoro della fattoria e l'equilibrio del clan sarà ristabilito.

## Accoglienza

### Critica
(Vice, La Stampa, 7 maggio 1970)

## Curiosità
- In argot parigino "la horse" indica la droga, e più in particolare l'eroina.
- Il film è la trasposizione dei fatti rocamboleschi dell'affare Dominici, un caso realmente accaduto negli anni 1950. A questi eventi si ispira anche L'affare Dominici (L'Affaire Dominici, regia di Claude Bernard-Aubert, 1973, interpretato sempre da Jean Gabin). Il film di Granier-Deferre mescola elementi del film di Bernard-Aubert con ambienti de La casa degli incubi (Goupi Mains Rouges, regia di Jacques Becker, 1943), ma evitando gli aspetti sordidi del primo e l'angoscia stressante e continua del secondo.